# スミタ・カルチャーセンター
スミタ・カルチャーセンター( SUMITA　Culture Center&Production, 中国語名: 住田両合公司 ) は、タイのバンコクにある、主に日本人とタイ人向けのカルチャースクール。代表者の住田千鶴子は日本語・英語・タイ語・北京語ほか語学が堪能で、ウォルトディズニーアトラクションジャパンで英語の通訳等の経歴を経て現在に至る。

## 業務内容
- 翻訳・通訳者の手配（日本語・英語・タイ語）
- カルチャースクール
  - タイ料理・朝鮮料理教室
  - カービング・ソープカービング
- 語学スクール
  - 日本語（タイ人向け）
  - タイ語・英語（日本人向け）
  - クイックタイ語（日本人旅行者向け）

## 最寄り駅
- バンコク・スカイトレインプラカノン駅